# Ihor Kolomojskyj

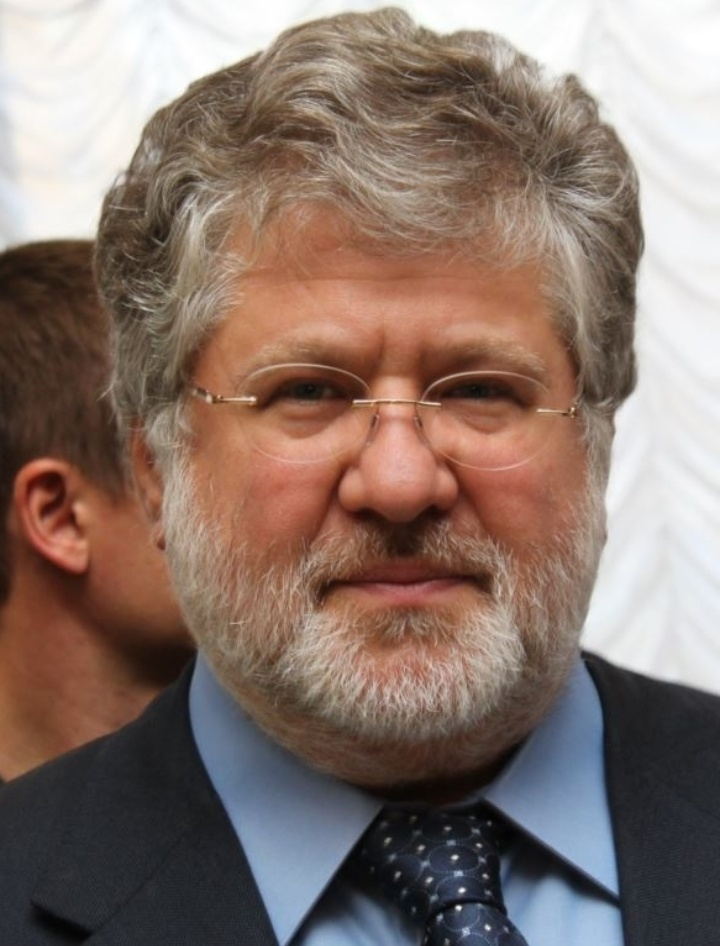
Ihor Kolomojskyj (2013)

Ihor Walerijowytsch Kolomojskyj (* 13. Februar 1963 in Dnipropetrowsk, Ukrainische SSR, Sowjetunion) ist ein ukrainischer Unternehmer, Milliardär und gilt seit 2010 als einer der reichsten und einflussreichsten Oligarchen der Ukraine. Er besitzt auch die Staatsbürgerschaften Israels und Zyperns und ist damit EU-Bürger.
Kolomojskyj war 1992 Mitgründer und danach einer der Hauptgesellschafter der ukrainischen PrivatBank und der Privat-Gruppe mit Beteiligungen an mehreren Medien und Unternehmen in mehreren Wirtschaftszweigen. Von März 2014 bis zu seiner zwangsweisen Absetzung im März 2015 war er Gouverneur der Oblast Dnipropetrowsk.

## Leben
Kolomojskyj absolvierte am Metallurgischen Institut in Dnipropetrowsk ein Ingenieursstudium, das er 1985 beendete.
1992 gründete er auf Anregung von Serhij Tihipko zusammen mit Hennadij Boholjubow, Alexei Martinov und Leonid Miloslavsky die PrivatBank, die inzwischen größte Bank der Ukraine. Um die Bank entwickelten er und Boholjubow eine einflussreiche Beteiligungsgesellschaft, Privat-Gruppe genannt, die große Teile der Stahl-, Öl-, Chemie-, Energie- und Nahrungsmittelindustrie in der Ukraine umfasst(e). Über sie war Kolomojskyj auch an den inzwischen insolventen ukrainischen Fluggesellschaften Aerosvit Airlines, Dniproavia und Donbassaero beteiligt.
Er war auch Mitinhaber der seit 2012 insolventen dänischen Fluggesellschaft Cimber Sterling.
Kolomojskyj besitzt Anteile an mehreren ukrainischen Medien. So ist er seit 2010 mehrheitlich an der Fernsehgruppe 1+1 beteiligt.
Er war Präsident des Fußballvereins Dnipro Dnipropetrowsk sowie Vize-Präsident des Ukrainischen Fußballverbandes. Er trug wesentlich zur Finanzierung des Neubaus der Dnipro-Arena bei.
Kolomojskyj ist ein aktives Mitglied der jüdischen Gemeinde seiner Heimatstadt. Er finanzierte den Bau eines der größten jüdischen Gemeindezentren in Osteuropa mit, das 2012 eröffnete Menorah Center in Dnipropetrowsk. Er spendete dafür rund 100 Millionen Euro.
Im Jahr 2011 gründete er gemeinsam mit Wadym Rabinowytsch den pro-israelischen, englischsprachigen Fernsehsender Jewish News One sowie das European Jewish Parliament.
Er lebte von 2000 bis 2014 vorwiegend in der Schweiz. 2017 verließ er die Ukraine, 2018 übersiedelte er nach Tel Aviv; 2019 kehrte er wieder in die Ukraine zurück.
Die NZZ berichtet am 21.02.25 das Kolomoiski "wegen zahlreicher Vorwürfe in Untersuchungshaft" "sitzt". "Sein Einfluss sei unklar".

## Vermögen und Einfluss auf die Politik
Kolomojskyj war von 2006 bis 2013 auf dem zweiten und dritten Rang der reichsten Ukrainer. Sein geschätztes Vermögen lag 2013 bei 6,5 Mrd. US-Dollar und sank bis 2022 auf rund 1 Mrd. US-Dollar.
Damit ist er der 7. reichste Ukrainer. Ihm wird ein erheblicher Einfluss auf die politische Führung der Ukraine nachgesagt. Er galt lange Zeit als ein Unterstützer der früheren ukrainischen Ministerpräsidentin Julija Tymoschenko. Bei den Präsidentschaftswahlen 2010 unterstützte er allerdings ihren Wahlkampf nicht mehr. Nach dem Amtsantritt von Wiktor Janukowytsch geriet er zunehmend unter Druck der ukrainischen Behörden und lebte bis 2014 vorwiegend in der Schweiz und in Frankreich.
2019 wurde Kolomojskyj vom ukrainischen Magazin Focus in die Liste der 100 einflussreichsten Ukrainer aufgenommen und belegte den dritten Platz, nach Wolodymyr Selenskyj und Andrij Bohdan.

### Gouverneur der Oblast Dnipropetrowsk
Am 2. März 2014 wurde er vom Übergangspräsidenten Oleksandr Turtschynow zum Gouverneur seiner Heimatregion, der Verwaltung der Oblast Dnipropetrowsk ernannt. Zu seinem Stellvertreter ernannte er Hennadij Korban. Medienberichten zufolge galt Kolomojskyjs Ernennung als Zeichen an die Bürger im Osten des Landes und an die russische Regierung, um deren Vorwürfen von „faschistischen“ oder antisemitischen Neigungen der neuen politischen Führung in Kiew zu begegnen. Bei seiner Antrittspressekonferenz erklärte er: „Ich kann nicht glauben, dass sich Russen und Ukrainer gegenseitig ermorden sollen. Ich sage jetzt etwas sehr Undiplomatisches, aber wenn wir in der Ukraine schon einen Schizophrenen als Präsidenten hatten, dann war der im Vergleich zu dem anderen Schizophrenen im Kreml ja noch klein. Dessen Besessenheit, das alte Imperium in den Grenzen von 1991 wiederherzustellen, wird die Welt in eine Katastrophe führen.“ Putin nannte Kolomojskyj anlässlich einer Pressekonferenz zwei Tage später einen „Betrüger“ und „Schurken“ und warf ihm vor, einen Vertrag mit dem russischen Oligarchen Roman Abramowitsch gebrochen zu haben. Kolomojskyjs verlor seine Aktiva auf der Krim, seine russische Bankentochter MoskomPrivatbank wurde am 6. März 2014 unter Zwangsverwaltung gestellt, später verkaufte er sie. Die Russen schrieben ihn international zur Fahndung aus, wegen Verdachts auf Auftragsmorde und Entführungen. In seinem Amt als Gouverneur übernahm er zeitweise einen Teil der Gehaltszahlungen an öffentliche Bedienstete sowie die Versorgung der Truppen in Dnipropetrowsk aus seinem Privatvermögen.

### Finanzierung von Regiment Asow und anderen Bataillonen
Er finanzierte den Aufbau der Kampfverbände Regiment Asow, Regiment Dnipro, Bataillon Ajdar sowie Bataillon Donbas, deren Gründung er 2014 bekannt gab. Anders als Luhansk oder Donezk blieb Dnipro unter ukrainischer Kontrolle – und Kolomojskyj wurde für viele ein Held. Im Rahmen der Kampfhandlungen während des russisch-ukrainischen Konflikts erklärte Kolomojskyj 2014, er zahle für jeden verhafteten pro-russischen Separatisten eine Prämie von 10.000 US-Dollar.

### Verhältnis zu Wolodymyr Selenskyj
Da Kolomojskyj die Mehrheit an der Fernsehgruppe 1+1 besitzt, bei der Wolodymyr Selenskyj unter Vertrag stand, wurde schon vor dem Präsidentschaftswahlkampf 2019 gemutmaßt, Selenskyj sei ein von Kolomojskyj gesetzter „Bauer im Schach“. Seit Mai 2019, nach Selenskyjs Wahlsieg, ist er laut UNIAN wieder in der Ukraine zurück.
Nach Veröffentlichung der Pandora Papers wurde bekannt, dass Selenskyj zusammen mit engen Mitarbeitern Offshore-Firmen auf den Britischen Jungferninseln betrieb. Indirekt hielt Selenskyj mit seinen Mitarbeitern so 50 % der Anteile an der Firma „SVT“, die für „1+1“ produzierte.

## Kontroversen
In den 2000er-Jahren soll Kolomojskyj mittels eigener „quasi-militärischer“ Einheiten mehrere feindliche Übernahmen von Unternehmen vollzogen und einen Ruf als Corporate Raider erlangt haben. So berichtete Forbes etwa, er habe 2006 bewaffnete Schläger angeheuert, um eine Stahlfabrik in Krementschuk zu übernehmen. Um Konkurrenten auszustechen, soll er auch Einfluss auf die Justiz genommen haben. 2013 äußerte ein Londoner Richter im Rahmen eines Prozesses „ernsthafte Zweifel“ an Kolomojskyjs „Ehrlichkeit“.
Kolomojskyj wähnte sich immer wieder über dem Gesetz: So machte er im Oktober 2014 Schlagzeilen, als er freimütig zugab, drei Staatsbürgerschaften (Ukraine, Israel, Zypern) zu besitzen. Von Journalisten befragt, wie dies mit seiner Position als Gouverneur der Region Dnepropetrowsk vereinbar sei, da die ukrainische Verfassung den Besitz zweier Staatsbürgerschaften verbot, antwortete er: „Aber die dreifache ist nicht verboten.“ Als EU-Bürger (Zypern) konnte Kolomojskyj weltweit 154 Länder visumsfrei besuchen.
2020 ernannte ihn das internationale Zentrum für die Erforschung der Korruption und des organisierten Verbrechens zu einem der vier korruptesten Amtsträger des Jahres. Kolomojskyj habe eine „Geschichte von Unternehmensrazzien, Betrug, Unterschlagung und politischen Intrigen“ und vertrete „viele ideologische und korrupte Milliardäre, von den Koch-Brüdern bis zu Arron Banks, die die Demokratie zum persönlichen Vorteil untergraben haben“.

### Konflikt mit Präsident Poroschenko
Nachdem am 18. März 2015 das ukrainische Parlament Novellen verabschiedet hatte, die Kolomojskyjs Einfluss auf den größten ukrainischen Öl- und Gasförderer Ukrnafta und des Pipelinebetreiber Ukrtransnafta beschnitten, ließ dieser die Zentralen der Unternehmen durch seine Privatarmee stürmen und besetzen.
Kolomoyskyj selbst war bei der Aktion anwesend und beschimpfte einen regierungstreuen Journalisten „in unflätiger Art und Weise“.
Innenminister Awakow stellte daraufhin ein Ultimatum, dass die Männer binnen 24 Stunden ihre Waffen niederzulegen und die Firmen zu verlassen hätten. Aus den Reihen der Kiewer Führung wurde Kolomojskyj daraufhin indirekt des Banditentums bezichtigt, indem ihm Morde, Folter und Schmuggel vorgeworfen wurden. Poroschenkos Konten in Kolomojskyjs Privatbank wurden vorübergehend gesperrt.
Das vom Parlament beschlossene Reformpaket für die staatliche Industrie gehörte zu den Reformen, die der IWF als Gegenleistung für benötigte Kredite forderte. Die Novellen beinhalten, dass Eigentümerversammlungen staatseigener Unternehmen bei 51 % Anwesenheit anstatt wie bisher bei 60 % beschlussfähig sind. Kolomojskyjs Unternehmen Privat Group hält über diverse Firmenkonstrukte 43 % der Anteile und er konnte als Minderheitsaktionär bis dato durch Abwesenheit Beschlüsse blockieren.
Kolomojskyj erklärte, im Falle seiner Absetzung durch Poroschenko seine Privatarmee – das Bataillon Dnjepr – nach Dnipropetrowsk zu holen. Dennoch wurde er von Poroschenko abgesetzt, der offiziellen Kiewer Sprachregelung zufolge trat er jedoch am 25. März 2015 nach einer Unterredung mit Poroschenko zurück. Zum Nachfolger auf dem Posten des Gouverneurs der Oblast Dnipropetrowsk wurde der bisherige Gouverneur der Oblast Saporischschja, Walentin Resnitschenko, ernannt.

### Verstaatlichung der Privatbank
Bis Dezember 2016 war Kolomojskyj einer der Haupteigentümer der Privatbank. Im Dezember 2016 wurde sie verstaatlicht, um die Bank und das ukrainische Finanzsystem vor einem Zusammenbruch zu bewahren, nachdem 4,5 Milliarden Dollar aus ihrer Bilanz verschwunden waren. Er soll mehr als 5 Milliarden Dollar von seiner damaligen Privatbank geliehen haben, die in einer Reihe von Offshore-Unternehmen verschwunden seien.
95 % der Kredite der Bank sollen an Unternehmen von ihm sowie an Hennadij Boholjubow als zweiten Großeigentümer ausbezahlt worden sein, wobei viele Kredite faul gewesen seien. Die Nationalbank will beide dazu verpflichten, die Insider-Kredite zurückzuzahlen.
Im April 2019 genehmigte das Kiewer Bezirksverwaltungsgericht eine Entscheidung zur Aufhebung der Verstaatlichung der Bank, gegen die die NBU Berufung einlegte. Am 19. April 2019 entschied dasselbe Gericht zugunsten von Kolomojskyj. Insbesondere wurde die zentrale Entscheidung der NBU zur Ermittlung der Liste der mit der PrivatBank verbundenen Personen aufgehoben. Gemäß der Prüfung beträgt die Verschuldung von Personen und Unternehmen, die mit Kolomojskyj verbunden sind, gegenüber der PrivatBank zu Juni 2019 212 Milliarden Hrywnja. Am 13. September 2019 erklärte Kolomojskyj, er wolle einen Teil der Anteile der Bank erhalten und diejenigen „bestrafen“, die die Verstaatlichung konzipiert und durchgeführt haben.

### Strafuntersuchungen und Ermittlungsverfahren
Im Juni 2014 leiteten die russischen Strafverfolgungsbehörden gegen Kolomojskyj und den ukrainischen Innenminister Arsen Awakow ein Ermittlungsverfahren ein. Gegen Kolomojskyj wurde unter anderem wegen organisierter Verbrechen ermittelt, er soll „rechtsextreme Todesschwadronen“ finanziert haben, wegen Mordes und des Einsatzes unerlaubter Waffen im Kriegsgebiet Donbass. Aus russischer Sicht galt Kolomojskyj als Gefahr für einen Friedensprozess in der Ostukraine. Anfang Juli 2014 erließ ein Moskauer Gericht einen Haftbefehl gegen Kolomojskyj.
Laut Medienberichten vom März 2018 hatte Kolomojskyj seinen Wohnsitz damals wegen der gegen ihn in der Ukraine laufenden Strafuntersuchung nach Israel verlagert.
2019 ermittelte die Staatsanwaltschaft des nördlichen Bezirks von Ohio (USA) wegen dort von Kolomojskyj getätigter Investitionen.
2021 verbot die USA ihm die Einreise wegen „erheblicher Korruption“. US-Außenminister Antony Blinken äußerte nach Darstellung des State Departments, er sei „an korrupten Handlungen beteiligt gewesen, die die Rechtsstaatlichkeit und das Vertrauen der ukrainischen Öffentlichkeit in die demokratischen Institutionen und öffentlichen Prozesse ihrer Regierung untergraben hätten, einschließlich der Nutzung seines politischen Einflusses und seiner Amtsgewalt zu seinem persönlichen Vorteil“. Er stelle „eine ernsthafte Bedrohung für die Zukunft der Ukraine“ dar.
Im Juni 2023 begann vor dem High Court in London ein Prozess gegen Kolomojskyj und den früheren Mitbesitzer der PrivatBank Hennadij Boholjubow. Die Rechtsvertreter der verstaatlichten Bank werfen ihnen vor, durch illegale Scheingeschäfte rund 1,9 Milliarden aus der Bank herausgezogen zu haben.
Am 2. September 2023 ordnete ein Kiewer Gericht zwei Monate Gewahrsam für Kolomojskyj an, um Vorwürfe der Geldwäsche und des Betrugs zu untersuchen.

## Politische Positionen
Im November 2019 sprach sich Kolomojskyj dafür aus, dass sich die Ukraine vom Westen abwenden und stattdessen ihre Beziehungen zu Russland verbessern sollte.

## Privates
Ihor Kolomojskyj ist verheiratet, hat einen Sohn und eine Tochter.
2022 verhinderte der Schweizer Geheimdienst NDB die Einbürgerung von Kolomojskyjs Schwester Laryssa Tschertok (ukrainisch Лариса Черток). Der NDB sah die Sicherheit der Schweiz in Gefahr, wenn sie Schweizerin würde. Wie das Organized Crime and Corruption Reporting Project stellte auch der NDB fest, dass Kolomojskyj „starke Verbindungen zur russisch-ukrainischen organisierten Kriminalität“ und Tschertok „Zugang zu Schwarzgeld und kriminellen Kreisen“ hatte. „Es gibt keine Trennlinie zwischen den Aktivitäten von Kolomojskyj und denen seiner Schwester“, stellte der NDB in der Gerichtsentscheidung fest. Tschertok hatte ihren Bruder mit ihrem eigenen Geld aus unklarer Herkunft unterstützt, als sein Vermögen eingefroren wurde.

## Preise und Ehrungen
Im Laufe seines Lebens wurde Kolomojskyj mit mehreren Preisen geehrt.
- 2006 Ritter des Ordens „Für Verdienste“ III. Grades. Der vom ukrainischen Präsidenten Leonid Kutschma am 22. September 1996 eingeführte Titel wird von der ukrainischen Regierung an Einzelpersonen verliehen, die herausragende Beiträge in Wirtschaft, Wissenschaft, Kultur, Militär oder Politik geleistet haben.
- 2015 Auszeichnung „Für Opfer und Liebe für die Ukraine“, verliehen von der Ukrainisch-orthodoxen Kirche und dem Kiewer Patriarchen Filaret